# 1596
Portal Geschichte | Portal Biografien | Aktuelle Ereignisse | Jahreskalender | Tagesartikel

◄ |
15. Jahrhundert |
16. Jahrhundert
| 17. Jahrhundert | ►

◄ |
1560er |
1570er |
1580er |
1590er
| 1600er | 1610er | 1620er | ►

◄◄ |
◄ |
1592 |
1593 |
1594 |
1595 |
1596
| 1597 | 1598 | 1599 | 1600 | ► | ►►
Staatsoberhäupter  · Nekrolog   · Musikjahr
| Januar | Januar | Januar | Januar | Januar | Januar | Januar | Januar |
| Kw     | Mo     | Di     | Mi     | Do     | Fr     | Sa     | So     |
| ------ | ------ | ------ | ------ | ------ | ------ | ------ | ------ |
| 1      | 1      | 2      | 3      | 4      | 5      | 6      | 7      |
| 2      | 8      | 9      | 10     | 11     | 12     | 13     | 14     |
| 3      | 15     | 16     | 17     | 18     | 19     | 20     | 21     |
| 4      | 22     | 23     | 24     | 25     | 26     | 27     | 28     |
| 5      | 29     | 30     | 31     |        |        |        |        |

| Februar | Februar | Februar | Februar | Februar | Februar | Februar | Februar |
| Kw      | Mo      | Di      | Mi      | Do      | Fr      | Sa      | So      |
| ------- | ------- | ------- | ------- | ------- | ------- | ------- | ------- |
| 5       |         |         |         | 1       | 2       | 3       | 4       |
| 6       | 5       | 6       | 7       | 8       | 9       | 10      | 11      |
| 7       | 12      | 13      | 14      | 15      | 16      | 17      | 18      |
| 8       | 19      | 20      | 21      | 22      | 23      | 24      | 25      |
| 9       | 26      | 27      | 28      | 29      |         |         |         |

| März | März | März | März | März | März | März | März |
| Kw   | Mo   | Di   | Mi   | Do   | Fr   | Sa   | So   |
| ---- | ---- | ---- | ---- | ---- | ---- | ---- | ---- |
| 9    |      |      |      |      | 1    | 2    | 3    |
| 10   | 4    | 5    | 6    | 7    | 8    | 9    | 10   |
| 11   | 11   | 12   | 13   | 14   | 15   | 16   | 17   |
| 12   | 18   | 19   | 20   | 21   | 22   | 23   | 24   |
| 13   | 25   | 26   | 27   | 28   | 29   | 30   | 31   |

| April | April | April | April | April | April | April | April |
| Kw    | Mo    | Di    | Mi    | Do    | Fr    | Sa    | So    |
| ----- | ----- | ----- | ----- | ----- | ----- | ----- | ----- |
| 14    | 1     | 2     | 3     | 4     | 5     | 6     | 7     |
| 15    | 8     | 9     | 10    | 11    | 12    | 13    | 14    |
| 16    | 15    | 16    | 17    | 18    | 19    | 20    | 21    |
| 17    | 22    | 23    | 24    | 25    | 26    | 27    | 28    |
| 18    | 29    | 30    |       |       |       |       |       |

| Mai | Mai | Mai | Mai | Mai | Mai | Mai | Mai |
| Kw  | Mo  | Di  | Mi  | Do  | Fr  | Sa  | So  |
| --- | --- | --- | --- | --- | --- | --- | --- |
| 18  |     |     | 1   | 2   | 3   | 4   | 5   |
| 19  | 6   | 7   | 8   | 9   | 10  | 11  | 12  |
| 20  | 13  | 14  | 15  | 16  | 17  | 18  | 19  |
| 21  | 20  | 21  | 22  | 23  | 24  | 25  | 26  |
| 22  | 27  | 28  | 29  | 30  | 31  |     |     |

| Juni | Juni | Juni | Juni | Juni | Juni | Juni | Juni |
| Kw   | Mo   | Di   | Mi   | Do   | Fr   | Sa   | So   |
| ---- | ---- | ---- | ---- | ---- | ---- | ---- | ---- |
| 22   |      |      |      |      |      | 1    | 2    |
| 23   | 3    | 4    | 5    | 6    | 7    | 8    | 9    |
| 24   | 10   | 11   | 12   | 13   | 14   | 15   | 16   |
| 25   | 17   | 18   | 19   | 20   | 21   | 22   | 23   |
| 26   | 24   | 25   | 26   | 27   | 28   | 29   | 30   |

| Juli | Juli | Juli | Juli | Juli | Juli | Juli | Juli |
| Kw   | Mo   | Di   | Mi   | Do   | Fr   | Sa   | So   |
| ---- | ---- | ---- | ---- | ---- | ---- | ---- | ---- |
| 27   | 1    | 2    | 3    | 4    | 5    | 6    | 7    |
| 28   | 8    | 9    | 10   | 11   | 12   | 13   | 14   |
| 29   | 15   | 16   | 17   | 18   | 19   | 20   | 21   |
| 30   | 22   | 23   | 24   | 25   | 26   | 27   | 28   |
| 31   | 29   | 30   | 31   |      |      |      |      |

| August | August | August | August | August | August | August | August |
| Kw     | Mo     | Di     | Mi     | Do     | Fr     | Sa     | So     |
| ------ | ------ | ------ | ------ | ------ | ------ | ------ | ------ |
| 31     |        |        |        | 1      | 2      | 3      | 4      |
| 32     | 5      | 6      | 7      | 8      | 9      | 10     | 11     |
| 33     | 12     | 13     | 14     | 15     | 16     | 17     | 18     |
| 34     | 19     | 20     | 21     | 22     | 23     | 24     | 25     |
| 35     | 26     | 27     | 28     | 29     | 30     | 31     |        |

| September | September | September | September | September | September | September | September |
| Kw        | Mo        | Di        | Mi        | Do        | Fr        | Sa        | So        |
| --------- | --------- | --------- | --------- | --------- | --------- | --------- | --------- |
| 35        |           |           |           |           |           |           | 1         |
| 36        | 2         | 3         | 4         | 5         | 6         | 7         | 8         |
| 37        | 9         | 10        | 11        | 12        | 13        | 14        | 15        |
| 38        | 16        | 17        | 18        | 19        | 20        | 21        | 22        |
| 39        | 23        | 24        | 25        | 26        | 27        | 28        | 29        |
| 40        | 30        |           |           |           |           |           |           |

| Oktober | Oktober | Oktober | Oktober | Oktober | Oktober | Oktober | Oktober |
| Kw      | Mo      | Di      | Mi      | Do      | Fr      | Sa      | So      |
| ------- | ------- | ------- | ------- | ------- | ------- | ------- | ------- |
| 40      |         | 1       | 2       | 3       | 4       | 5       | 6       |
| 41      | 7       | 8       | 9       | 10      | 11      | 12      | 13      |
| 42      | 14      | 15      | 16      | 17      | 18      | 19      | 20      |
| 43      | 21      | 22      | 23      | 24      | 25      | 26      | 27      |
| 44      | 28      | 29      | 30      | 31      |         |         |         |

| November | November | November | November | November | November | November | November |
| Kw       | Mo       | Di       | Mi       | Do       | Fr       | Sa       | So       |
| -------- | -------- | -------- | -------- | -------- | -------- | -------- | -------- |
| 44       |          |          |          |          | 1        | 2        | 3        |
| 45       | 4        | 5        | 6        | 7        | 8        | 9        | 10       |
| 46       | 11       | 12       | 13       | 14       | 15       | 16       | 17       |
| 47       | 18       | 19       | 20       | 21       | 22       | 23       | 24       |
| 48       | 25       | 26       | 27       | 28       | 29       | 30       |          |

| Dezember | Dezember | Dezember | Dezember | Dezember | Dezember | Dezember | Dezember |
| Kw       | Mo       | Di       | Mi       | Do       | Fr       | Sa       | So       |
| -------- | -------- | -------- | -------- | -------- | -------- | -------- | -------- |
| 48       |          |          |          |          |          |          | 1        |
| 49       | 2        | 3        | 4        | 5        | 6        | 7        | 8        |
| 50       | 9        | 10       | 11       | 12       | 13       | 14       | 15       |
| 51       | 16       | 17       | 18       | 19       | 20       | 21       | 22       |
| 52       | 23       | 24       | 25       | 26       | 27       | 28       | 29       |
| 1        | 30       | 31       |          |          |          |          |          |

| Januar | Januar | Januar | Januar | Januar | Januar | Januar | Januar |
| Kw     | Mo     | Di     | Mi     | Do     | Fr     | Sa     | So     |
| ------ | ------ | ------ | ------ | ------ | ------ | ------ | ------ |
| 1      | 1      | 2      | 3      | 4      | 5      | 6      | 7      |
| 2      | 8      | 9      | 10     | 11     | 12     | 13     | 14     |
| 3      | 15     | 16     | 17     | 18     | 19     | 20     | 21     |
| 4      | 22     | 23     | 24     | 25     | 26     | 27     | 28     |
| 5      | 29     | 30     | 31     |        |        |        |        |

| Februar | Februar | Februar | Februar | Februar | Februar | Februar | Februar |
| Kw      | Mo      | Di      | Mi      | Do      | Fr      | Sa      | So      |
| ------- | ------- | ------- | ------- | ------- | ------- | ------- | ------- |
| 5       |         |         |         | 1       | 2       | 3       | 4       |
| 6       | 5       | 6       | 7       | 8       | 9       | 10      | 11      |
| 7       | 12      | 13      | 14      | 15      | 16      | 17      | 18      |
| 8       | 19      | 20      | 21      | 22      | 23      | 24      | 25      |
| 9       | 26      | 27      | 28      | 29      |         |         |         |

| März | März | März | März | März | März | März | März |
| Kw   | Mo   | Di   | Mi   | Do   | Fr   | Sa   | So   |
| ---- | ---- | ---- | ---- | ---- | ---- | ---- | ---- |
| 9    |      |      |      |      | 1    | 2    | 3    |
| 10   | 4    | 5    | 6    | 7    | 8    | 9    | 10   |
| 11   | 11   | 12   | 13   | 14   | 15   | 16   | 17   |
| 12   | 18   | 19   | 20   | 21   | 22   | 23   | 24   |
| 13   | 25   | 26   | 27   | 28   | 29   | 30   | 31   |

| April | April | April | April | April | April | April | April |
| Kw    | Mo    | Di    | Mi    | Do    | Fr    | Sa    | So    |
| ----- | ----- | ----- | ----- | ----- | ----- | ----- | ----- |
| 14    | 1     | 2     | 3     | 4     | 5     | 6     | 7     |
| 15    | 8     | 9     | 10    | 11    | 12    | 13    | 14    |
| 16    | 15    | 16    | 17    | 18    | 19    | 20    | 21    |
| 17    | 22    | 23    | 24    | 25    | 26    | 27    | 28    |
| 18    | 29    | 30    |       |       |       |       |       |

| Mai | Mai | Mai | Mai | Mai | Mai | Mai | Mai |
| Kw  | Mo  | Di  | Mi  | Do  | Fr  | Sa  | So  |
| --- | --- | --- | --- | --- | --- | --- | --- |
| 18  |     |     | 1   | 2   | 3   | 4   | 5   |
| 19  | 6   | 7   | 8   | 9   | 10  | 11  | 12  |
| 20  | 13  | 14  | 15  | 16  | 17  | 18  | 19  |
| 21  | 20  | 21  | 22  | 23  | 24  | 25  | 26  |
| 22  | 27  | 28  | 29  | 30  | 31  |     |     |

| Juni | Juni | Juni | Juni | Juni | Juni | Juni | Juni |
| Kw   | Mo   | Di   | Mi   | Do   | Fr   | Sa   | So   |
| ---- | ---- | ---- | ---- | ---- | ---- | ---- | ---- |
| 22   |      |      |      |      |      | 1    | 2    |
| 23   | 3    | 4    | 5    | 6    | 7    | 8    | 9    |
| 24   | 10   | 11   | 12   | 13   | 14   | 15   | 16   |
| 25   | 17   | 18   | 19   | 20   | 21   | 22   | 23   |
| 26   | 24   | 25   | 26   | 27   | 28   | 29   | 30   |

| Juli | Juli | Juli | Juli | Juli | Juli | Juli | Juli |
| Kw   | Mo   | Di   | Mi   | Do   | Fr   | Sa   | So   |
| ---- | ---- | ---- | ---- | ---- | ---- | ---- | ---- |
| 27   | 1    | 2    | 3    | 4    | 5    | 6    | 7    |
| 28   | 8    | 9    | 10   | 11   | 12   | 13   | 14   |
| 29   | 15   | 16   | 17   | 18   | 19   | 20   | 21   |
| 30   | 22   | 23   | 24   | 25   | 26   | 27   | 28   |
| 31   | 29   | 30   | 31   |      |      |      |      |

| August | August | August | August | August | August | August | August |
| Kw     | Mo     | Di     | Mi     | Do     | Fr     | Sa     | So     |
| ------ | ------ | ------ | ------ | ------ | ------ | ------ | ------ |
| 31     |        |        |        | 1      | 2      | 3      | 4      |
| 32     | 5      | 6      | 7      | 8      | 9      | 10     | 11     |
| 33     | 12     | 13     | 14     | 15     | 16     | 17     | 18     |
| 34     | 19     | 20     | 21     | 22     | 23     | 24     | 25     |
| 35     | 26     | 27     | 28     | 29     | 30     | 31     |        |

| September | September | September | September | September | September | September | September |
| Kw        | Mo        | Di        | Mi        | Do        | Fr        | Sa        | So        |
| --------- | --------- | --------- | --------- | --------- | --------- | --------- | --------- |
| 35        |           |           |           |           |           |           | 1         |
| 36        | 2         | 3         | 4         | 5         | 6         | 7         | 8         |
| 37        | 9         | 10        | 11        | 12        | 13        | 14        | 15        |
| 38        | 16        | 17        | 18        | 19        | 20        | 21        | 22        |
| 39        | 23        | 24        | 25        | 26        | 27        | 28        | 29        |
| 40        | 30        |           |           |           |           |           |           |

| Oktober | Oktober | Oktober | Oktober | Oktober | Oktober | Oktober | Oktober |
| Kw      | Mo      | Di      | Mi      | Do      | Fr      | Sa      | So      |
| ------- | ------- | ------- | ------- | ------- | ------- | ------- | ------- |
| 40      |         | 1       | 2       | 3       | 4       | 5       | 6       |
| 41      | 7       | 8       | 9       | 10      | 11      | 12      | 13      |
| 42      | 14      | 15      | 16      | 17      | 18      | 19      | 20      |
| 43      | 21      | 22      | 23      | 24      | 25      | 26      | 27      |
| 44      | 28      | 29      | 30      | 31      |         |         |         |

| November | November | November | November | November | November | November | November |
| Kw       | Mo       | Di       | Mi       | Do       | Fr       | Sa       | So       |
| -------- | -------- | -------- | -------- | -------- | -------- | -------- | -------- |
| 44       |          |          |          |          | 1        | 2        | 3        |
| 45       | 4        | 5        | 6        | 7        | 8        | 9        | 10       |
| 46       | 11       | 12       | 13       | 14       | 15       | 16       | 17       |
| 47       | 18       | 19       | 20       | 21       | 22       | 23       | 24       |
| 48       | 25       | 26       | 27       | 28       | 29       | 30       |          |

| Dezember | Dezember | Dezember | Dezember | Dezember | Dezember | Dezember | Dezember |
| Kw       | Mo       | Di       | Mi       | Do       | Fr       | Sa       | So       |
| -------- | -------- | -------- | -------- | -------- | -------- | -------- | -------- |
| 48       |          |          |          |          |          |          | 1        |
| 49       | 2        | 3        | 4        | 5        | 6        | 7        | 8        |
| 50       | 9        | 10       | 11       | 12       | 13       | 14       | 15       |
| 51       | 16       | 17       | 18       | 19       | 20       | 21       | 22       |
| 52       | 23       | 24       | 25       | 26       | 27       | 28       | 29       |
| 1        | 30       | 31       |          |          |          |          |          |

## Ereignisse

### Politik und Weltgeschehen

#### Türkenkrieg

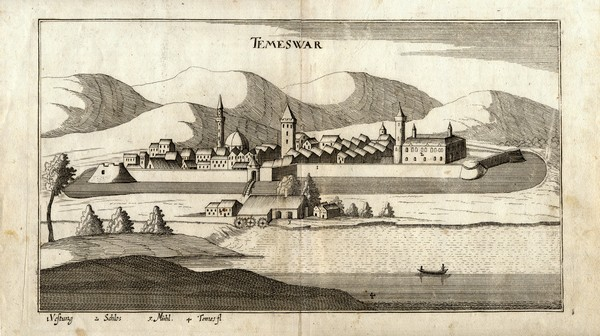
Temeswar in der Zeit der osmanischen Besetzung

- 11. Juni: Beim Versuch der Rückeroberung des seit 1552 in osmanischem Besitz befindlichen Temeswar durch den siebenbürgischen Fürsten Sigismund Báthory wird die Festung von allen Seiten eingeschlossen. Nach 40 Tagen wird die neuerliche Belagerung von Temeswar jedoch auf Grund unzureichenden Nachschubs aufgegeben.

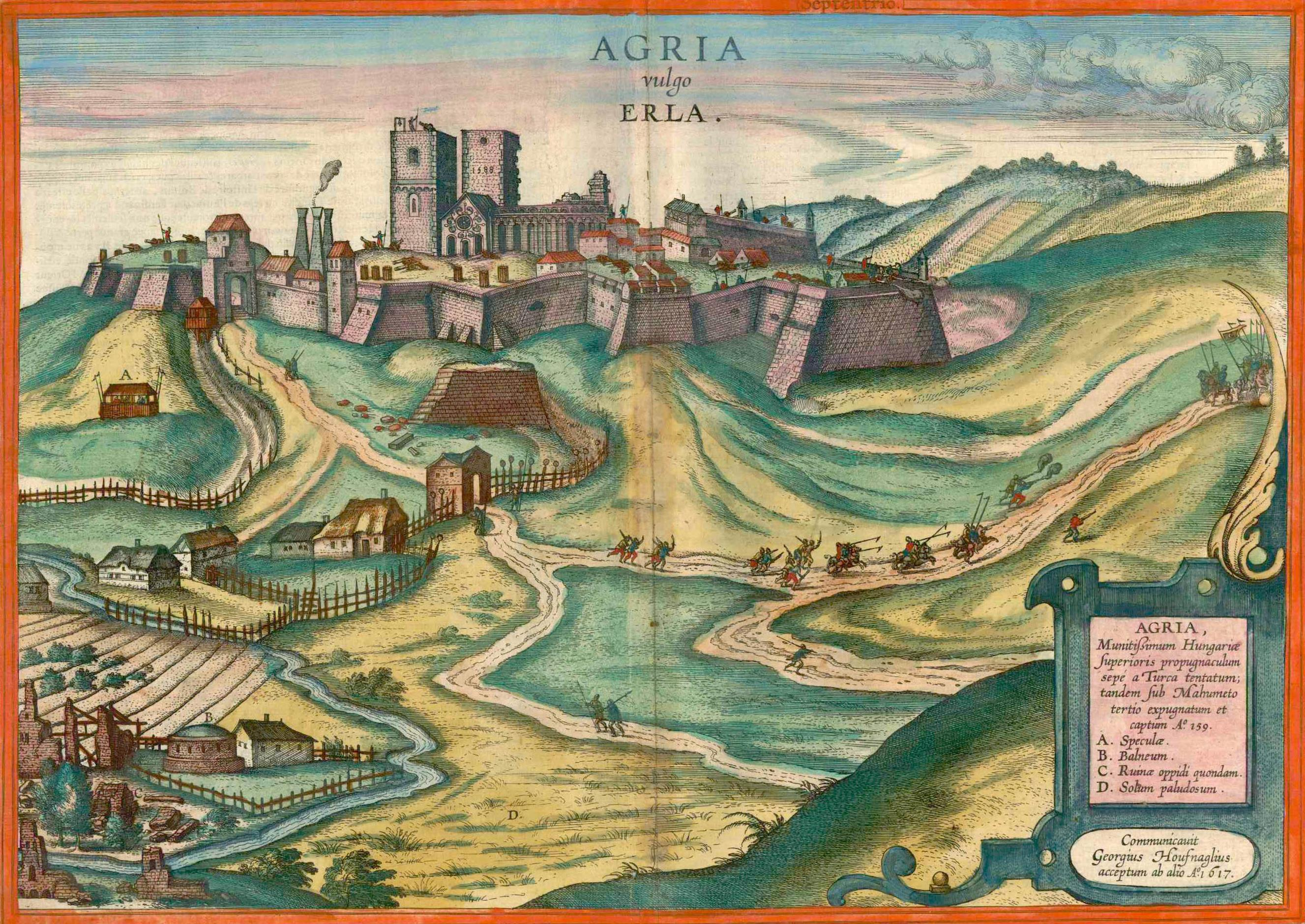
Erlau im 16. Jahrhundert
Georg Hoefnagel

- 12. Oktober: Sultan Mehmed III. erobert die Festung Erlau.
- 23. bis 26. Oktober: Die dreitägige Schlacht bei Mezőkeresztes, letzte große Schlacht im Langen Türkenkrieg zwischen Österreich und dem Osmanischen Reich, endet mit einer Niederlage des Heeres von Erzherzog Maximilian von Österreich. Der Weg nach Deutschland ist damit für die Osmanen offen, Wien wird in Verteidigungsbereitschaft versetzt.

#### Weitere Ereignisse in Europa
- 12. Januar: Charles de Montmorency, duc de Damville wird vom französischen König Heinrich IV. zum Admiral von Frankreich ernannt.
- 7. Februar: Nach dem Tod Georgs I. wird die Landgrafschaft Hessen-Darmstadt von seinem Sohn Ludwig V. vorerst gemeinsam mit seinen jüngeren Brüdern Philipp und Friedrich regiert.
- König Sigismund III. Wasa verlegt die polnische Hauptstadt von Krakau nach Warschau.
- Haager Bauernaufstand
- Der Keulenkrieg in Finnland beginnt. Der Bauernaufstand bricht aus, weil die finnischen Bauern trotz des im Vorjahr geschlossenen Friedens von Teusina zwischen Schweden und Russland weiterhin verpflichtet werden, Soldaten Unterkunft und Verpflegung zu gewähren.
- Während des Englisch-Spanischen Krieges erfolgt die Eroberung von Cádiz, als englische und niederländische Truppen unter Robert Devereux, 2. Earl of Essex und eine große Anglo-Niederländische Flotte unter Charles Howard, 1. Earl of Nottingham mit Unterstützung von der Republik der Sieben Vereinigten Provinzen die spanische Stadt Cádiz überfallen, die auf diesen Überfall völlig unvorbereitet ist.

#### Afrika
- Der erste Versuch der Niederländer, die Stadt Elmina an der Portugiesischen Goldküste zu erobern, scheitert.

#### Entdeckungsreisen

Die Entdeckungsfahrt des Willem Barents

- 18. Mai: Der Niederländer Willem Barents bricht mit zwei Schiffen von Amsterdam aus auf, um eine nordöstliche Durchfahrt nach China zu suchen.
- 10. Juni: Die Expedition von Willem Barents entdeckt die von ihnen so genannte Bäreninsel.

### Wirtschaft
- 4. Juni: Erhard Cellius gründet in Tübingen eine Druckerei mit angeschlossener Buchhandlung, den Vorläufer der heutigen Osianderschen Buchhandlung.
- 29. November: In Spanien verfügt König Philipp II. die Suspendierung aller Zahlungen der spanischen Krone und damit letztmals einen Staatsbankrott in seiner Regierungszeit. Weitere waren in den Jahren 1557 und 1575 aufgetreten.
- Der Schuhmacher Hans Mayr wird zum Hoflieferanten der Könige von Sachsen erhoben.

### Wissenschaft und Technik
- 13. August: David Fabricius bemerkt als Erster die Veränderlichkeit des Sterns Omikron Ceti im Sternbild Walfisch, der über einen Zeitraum von 331 Tagen seine Helligkeit verändert, wobei er im Maximum deutlich sichtbar, im Minimum dagegen für das bloße Auge unsichtbar wird. Aufgrund dieses eigenartigen  Verhaltens nennt er den Stern Mira, die „Wundersame“.
- Johannes Kepler verteidigt Galileo Galilei in seinem Buch Mysterium Cosmographicum.
- Die Gründung der Universität Groningen erfolgt durch Ubbo Emmius.
- Die Whitgift School südlich von London wird gegründet.

### Kultur

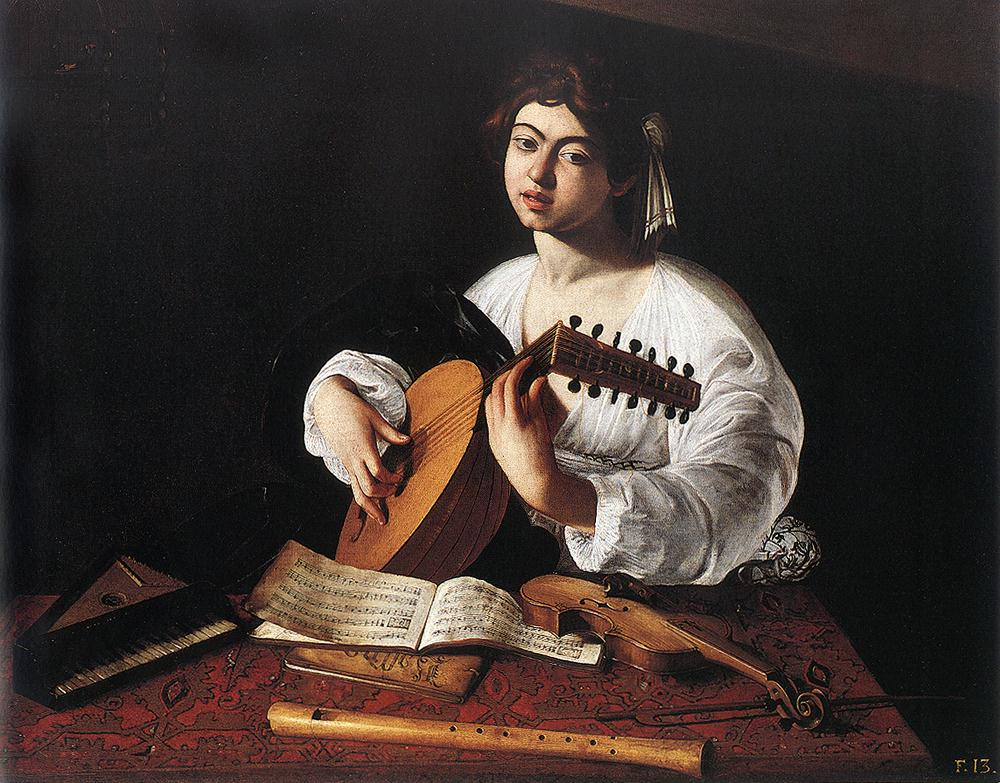
Der Lautenspieler

- Michelangelo Merisi da Caravaggio malt das Bild Der Lautenspieler.
- Auf dem Rittergut Übelngönne wird das von den Herren von Spiegel zum Desenberg im Renaissancestil errichtete Wasserschloss fertiggestellt.
- Der Augsburger Kaufmann und Kunstagent Philipp Hainhofer beginnt auf einer Bildungsreise durch Italien mit dem Sammeln von Stammbucheinträgen für sein Großes Stammbuch.

### Gesellschaft
- 1595/1596: Mit dem Rasphuis wird in Amsterdam das erste Zuchthaus für Männer eingerichtet.

### Religion
- 20. Mai: Das Erzbistum Luanda wird gegründet.
- 6. bis 9. Oktober: Führende Vertreter der ruthenischen orthodoxen Kirche und der römisch-katholischen Kirche in Polen-Litauen schließen auf einer Synode die Union von Brest. Sie beinhaltet einen Anschluss der orthodoxen Eparchien an die Struktur und das Kirchenrecht der katholischen Kirche unter Beibehaltung des byzantinisch-orthodoxen Ritus in Liturgie und geistlicher Praxis. Aus ihr entsteht die unierte griechisch-katholische Kirche in Polen-Litauen. Die meisten orthodoxen Geistlichen und der orthodoxe Adel lehnen die Union in der vorgesehenen Form ab. Am 6. Oktober treffen sich ihre Vertreter zu einer eigenen Versammlung in Brest, darunter Bischof Gedeon Balaban von Lemberg und Bischof Michael Kopystynski von Przemysl. Sie erklären die Union für nicht gültig, da sie ohne Zustimmung der orthodoxen Patriarchen und eines ökumenischen Konzils erfolgt seien, den unierten Bischöfen entziehen sie die Anerkennung als orthodoxe Geistliche. Die beiden orthodoxen Bischöfe werden von der unierten Kirche am 10. Oktober für abgesetzt erklärt und mit dem Bann (Anathema) belegt. König Sigismund III. entzieht ihnen alle geistlichen Rechte.

## Historische Karten und Ansichten

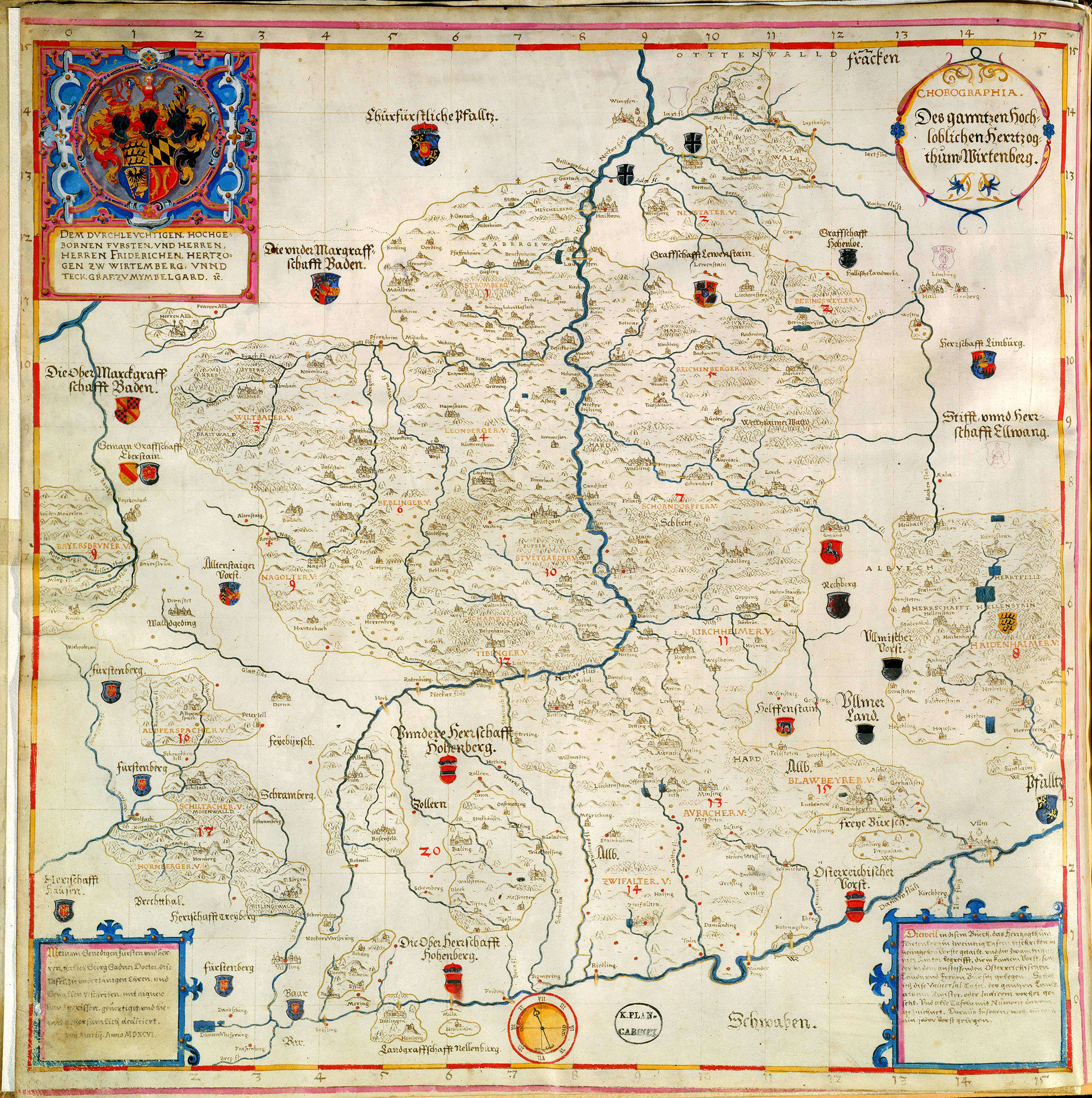
Georg Gadner: Herzogtum Württemberg 1596, Übersichtskarte zu seinen Forstkarten

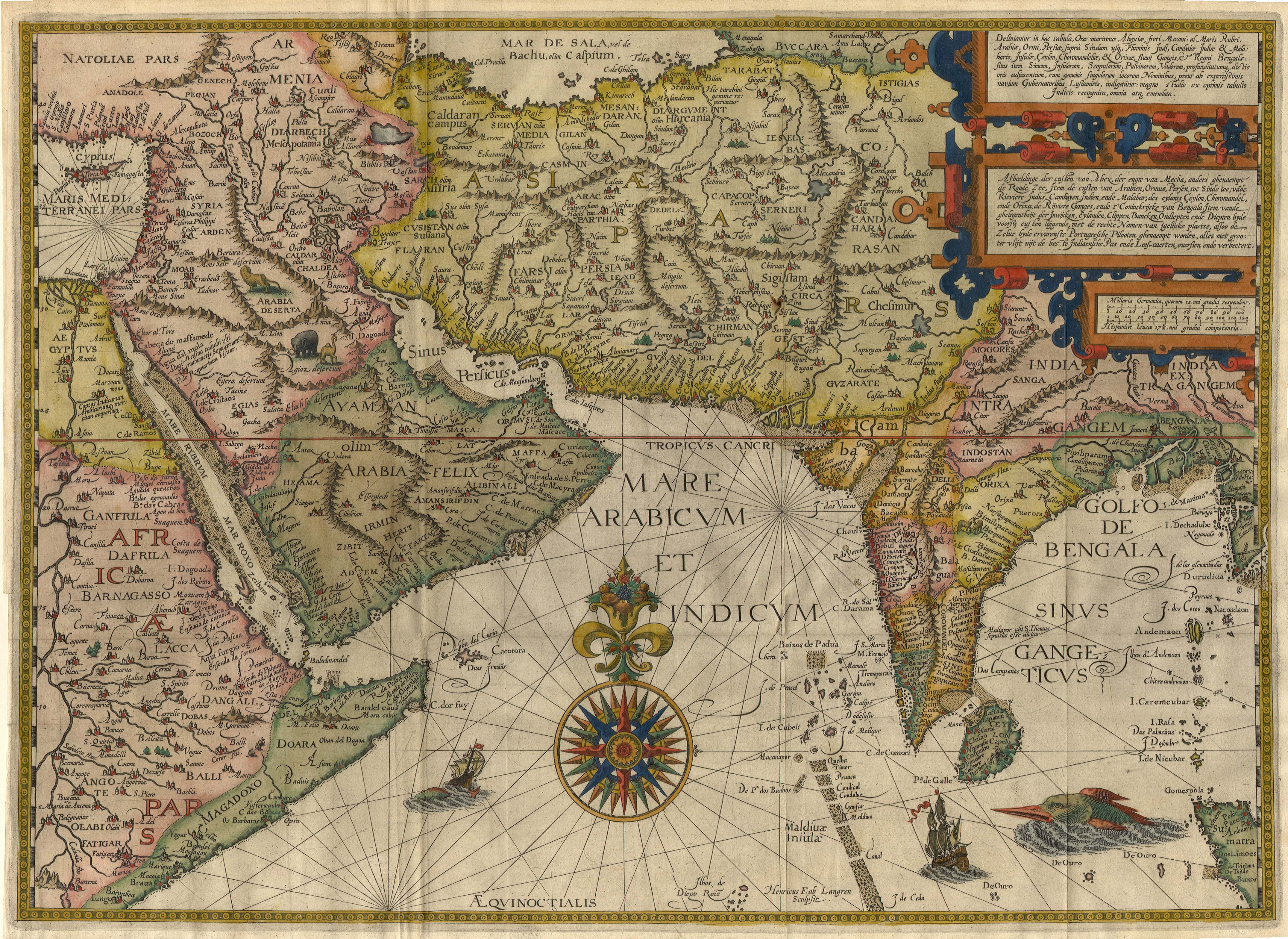
Karte Südasiens 1596

## Geboren

### Erstes Halbjahr
- 13. Januar: Jan van Goyen, niederländischer Maler († 1656)
- 02. Februar: Johann Adlzreiter von Tettenweis, deutscher Jurist und Politiker († 1662)
- 02. Februar: Jacob van Campen, niederländischer Maler und Baumeister († 1657)
- 01. März: Friedrich von Sachsen-Weimar, Obrist im Dreißigjährigen Krieg († 1622)
- 16. März: Ebba Brahe, schwedische Hofdame († 1674)
- 24. März: Elisabeth von Hessen-Kassel, Herzogin zu Mecklenburg und Dichterin († 1625)

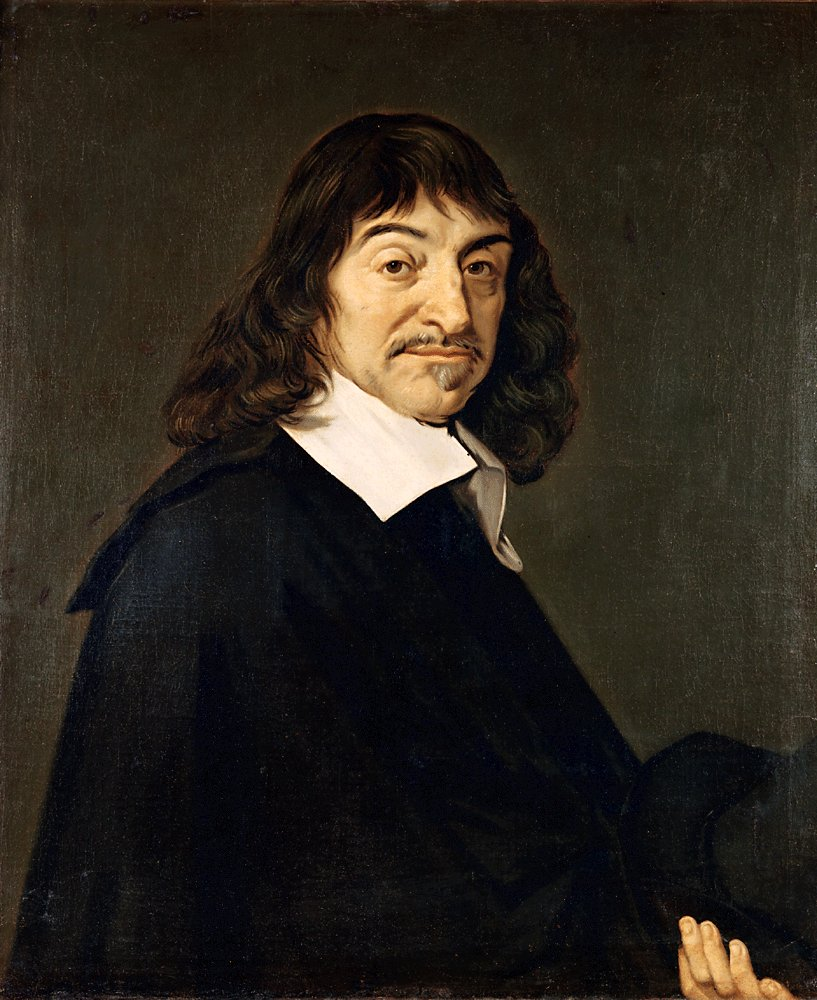
René Descartes, 1648

- 31. März: René Descartes, französischer Philosoph und Mathematiker († 1650)
- 08. April: Juan van der Hamen y León, spanischer Maler († 1631)
- 09. Mai: Abraham van Diepenbeeck, niederländischer Glasmaler († 1675)
- 20. Juni: Johann Ludwig I., Graf von Nassau-Wiesbaden-Idstein († 1567)
- 22. Juni: Jacob Lossius, deutscher lutherischer Theologe († 1663)
- 24. Juni: Johannes Arnoldi, deutscher Jesuitenpater und Märtyrer († 1631)
- 29. Juni: Go-Mizunoo, 108. Kaiser von Japan († 1680)

### Zweites Halbjahr
- 01. Juli: Bertuccio Valier, 102. Doge von Venedig († 1658)
- 03. Juli: Johan Banér, schwedischer Feldmarschall († 1641)
- 22. Juli: Michael I., Zar von Russland († 1645)
- 03. August: Joachim Carstens, deutscher Jurist und Syndicus der Hansestadt Lübeck († 1673)
- 18. August: Hans XIV. von Rochow, deutscher Gutsherr und Kompanieführer des ersten stehenden Heeres der Mark Brandenburg († 1660)
- 19. August: Elisabeth Stuart, Titularkönigin von Böhmen († 1662)
- 26. August: Friedrich V., Kurfürst der Pfalz († 1632)
- 01. September: Arnold Mengering, deutscher lutherischer Theologe  († 1647)
- 03. September: Nicola Amati, italienischer Geigenbauer († 1684)
- 04. September: Constantijn Huygens, Dichter und Komponist aus den Niederlanden († 1687)
- 13. September: Franz von Hatzfeld, Fürstbischof von Würzburg und Bamberg († 1642)
- 16. September: Johann Maximilian zum Jungen, Politiker und Gelehrter in Frankfurt am Main († 1649)
- 01. November: Pietro da Cortona, römischer Baumeister und Maler († 1669)
- 09. November: Andreas Virginius, deutschbaltischer Theologe und lutherischer Bischof von Estland († 1664)
- 15. November: Sakaida Kakiemon, japanischer Porzellanmaler († 1666)
- 07. Dezember: Johann Kasimir, Fürst von Anhalt-Dessau († 1660)
- 21. Dezember: Thomas Franz von Savoyen, Fürst von Carignan und Graf von Soissons († 1656)

### Genaues Geburtsdatum unbekannt
- Joan Blaeu, niederländischer Kartograf und Kupferstecher († 1673)
- Bartholomäus Elsner, deutscher Theologe, Sprachwissenschaftler und Orientalist († 1662)
- Vinko Jelić, kroatischer Komponist († 1636)
- Johann Rudolf Stucki, Schweizer evangelischer Geistlicher und Hochschullehrer († 1660)

## Gestorben

### Erstes Halbjahr

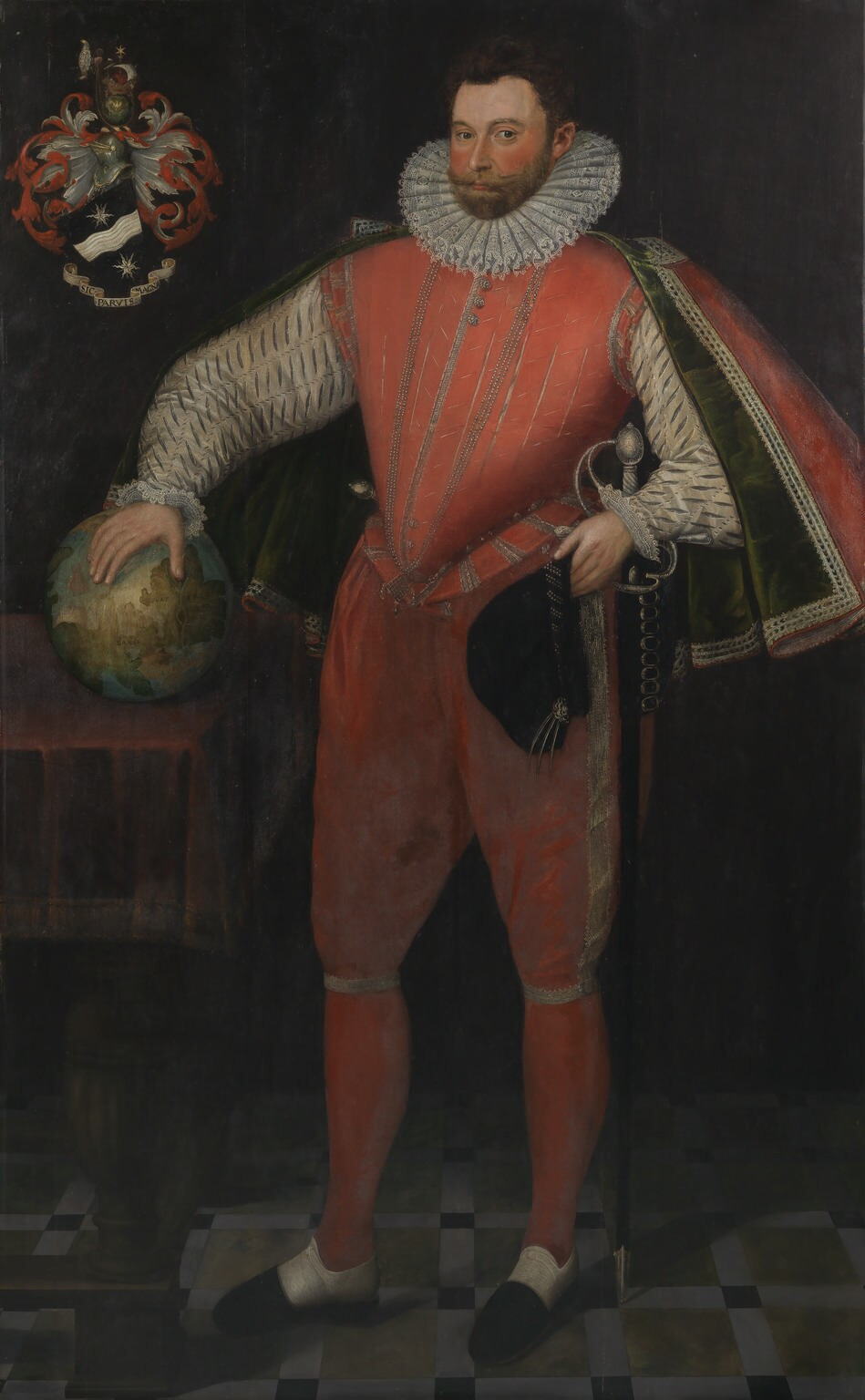
Francis Drake, nach 1580

- 21. Januar: Johannes Ligarius, deutscher lutherischer Theologe, Reformator und Konfessionalist (* 1529)
- 28. Januar: Francis Drake, englischer Freibeuter und Admiral (* 1540)
- 07. Februar: Georg I., der Fromme, Landgraf von Hessen-Darmstadt (* 1547)
- 15. Februar: Ludwig von Berlaymont, Fürsterzbischof und Herzog von Cambrai (* 1542)
- 27. Februar: Georg Lysthenius, deutscher lutherischer Theologe (* 1532)
- 27. März: Friedrich IV., Herzog von Liegnitz (* 1552)
- 31. März: Francesco Ciceri, italienischer Humanist und Hochschullehrer (* 1521)
- 03. April: Koca Sinan Pascha, osmanischer Feldherr und Politiker (* 1512)
- 11. April: Ludolf X. von Alvensleben, deutscher Staatsmann (* 1511)
- 22. April: Meinhard von Schönberg, kurpfälzischer Feldmarschall und Amtmann (* 1530)
- 12. Mai: Johann Philipp von Hohensax, Schweizer Adliger (* 1550)
- 17. Mai: Madeleine de L’Aubespine, französische Schirmherrin, Dichterin und Übersetzerin (* 1546)

### Zweites Halbjahr
- 19. Juli: Francis Knollys, englischer Minister (* 1514)
- 08. Juli: Leonhard Thurneysser, Basler Goldschmied, Metallurg, Hüttentechniker und Gelehrter (* 1531)
- 23. Juli: Henry Carey, 1. Baron Hunsdon, englischer Adeliger (* 1526)
- 09. September: Anna Jagiellonica, König von Polen und Großfürst von Litauen (* 1523)
- 11. September: Pieter Dirkszoon Keyser, niederländischer Navigator (* 1540)
- 15. September: Leonhard Rauwolf, deutscher Naturforscher, Botaniker, Arzt und Entdeckungsreisender (* 1535)
- 29. September: Margaret Clifford, Countess of Derby, englische Adelige (* 1540)
- 18. Oktober: Hermann tom Ring, deutscher Maler (* 1521)
- 05. November: Andreas von Jerin, Fürstbischof von Breslau (* 1540/41)
- 24. November: Adam II. von Neuhaus, Oberstkanzler von Böhmen und Prager Oberstburggraf (* 1546)
- 09. Dezember: Mathias Gastritz, deutscher Organist und Komponist (* um 1635)

### Genaues Todesdatum unbekannt
- Maurice Bouguereau, französischer Drucker, Buchhändler, Kartograf und Verleger
- Katarina Hansdotter, Mätresse des schwedischen Königs Johann III. (* 1539)
- Hattori Hanzō, japanischer Samurai und Ninja (* 1541)
- Der lange Anton aus Braunschweig, der mit 2,44 m größte Mensch seiner Zeit
- Anna Wecker, deutsche Dichterin